# Diplocentrus gertschi
Espèce
Diplocentrus gertschi est une espèce de scorpions de la famille des Diplocentridae.

## Distribution
Cette espèce est endémique du Mexique. Elle se rencontre au Sonora, au Sinaloa, au Nayarit et au Jalisco.

## Description
Les mâles mesurent jusqu'à 45 mm et les femelles jusqu'à 52 mm.

## Étymologie
Cette espèce est nommée en l'honneur de Willis John Gertsch.

## Publication originale
- Sissom & Walker, 1992 : A new species of Diplocentrus from western Mexico (Scorpiones, Diplocentridae). Southwestern Naturalist, vol. 37, no 2, p. 126-131.